# Akşehir
Akşehir là một huyện thuộc tỉnh Konya, Thổ Nhĩ Kỳ. Huyện có diện tích 816 km² và dân số thời điểm năm 2007 là 99831 người, mật độ 122 người/km².

## Khí hậu
| Dữ liệu khí hậu của Aksehir             | Dữ liệu khí hậu của Aksehir | Dữ liệu khí hậu của Aksehir | Dữ liệu khí hậu của Aksehir | Dữ liệu khí hậu của Aksehir | Dữ liệu khí hậu của Aksehir | Dữ liệu khí hậu của Aksehir | Dữ liệu khí hậu của Aksehir | Dữ liệu khí hậu của Aksehir | Dữ liệu khí hậu của Aksehir | Dữ liệu khí hậu của Aksehir | Dữ liệu khí hậu của Aksehir | Dữ liệu khí hậu của Aksehir | Dữ liệu khí hậu của Aksehir |
| Tháng                                   | 1                           | 2                           | 3                           | 4                           | 5                           | 6                           | 7                           | 8                           | 9                           | 10                          | 11                          | 12                          | Năm                         |
| --------------------------------------- | --------------------------- | --------------------------- | --------------------------- | --------------------------- | --------------------------- | --------------------------- | --------------------------- | --------------------------- | --------------------------- | --------------------------- | --------------------------- | --------------------------- | --------------------------- |
| Trung bình ngày tối đa °C (°F)          | 5 (41)                      | 7 (44)                      | 11 (51)                     | 16 (60)                     | 21 (69)                     | 25 (77)                     | 28 (82)                     | 28 (82)                     | 25 (77)                     | 18 (64)                     | 13 (55)                     | 7 (44)                      | 17 (62)                     |
| Tối thiểu trung bình ngày °C (°F)       | −2 (28)                     | −1 (30)                     | 1 (33)                      | 5 (41)                      | 9 (48)                      | 12 (53)                     | 14 (57)                     | 14 (57)                     | 10 (50)                     | 6 (42)                      | 2 (35)                      | 0 (32)                      | 5 (41)                      |
| Lượng Giáng thủy trung bình mm (inches) | 71 (2.8)                    | 66 (2.6)                    | 69 (2.7)                    | 69 (2.7)                    | 56 (2.2)                    | 46 (1.8)                    | 18 (0.7)                    | 13 (0.5)                    | 18 (0.7)                    | 48 (1.9)                    | 56 (2.2)                    | 76 (3)                      | 610 (23.9)                  |
| Nguồn: Weatherbase                      |                             |                             |                             |                             |                             |                             |                             |                             |                             |                             |                             |                             |                             |